# دوندينورن
دوندينورن (بالإنجليزية: Dündenhorn)‏ هو أحد جبال سلسلة جبال الألب البرنية وجزء من القمة الأم فينستيرارون يقع في كانتون برن، سويسرا. يبلغ ارتفاع الجبل حوالي 2862 متر، بينما يبلغ ارتفاع نتوء الجبل 222 متر.